# Felice Giardini
Pour les articles homonymes, voir Giardini.
Felice Giardini, ou de Giardini ou Degiardino, né le 12 avril 1716 à Turin et mort le 8 juin 1796 à Moscou, est un violoniste et compositeur italien du XVIIIe siècle.

## Biographie
Après avoir abordé la musique par l’étude du chant, de la composition et du clavecin avec Paladini à Milan, Felice Giardini retourna à Turin pour étudier le violon avec Giovanni Battista Somis. Après quelque temps passé dans divers orchestres à Rome et à Naples, il commença une carrière de violoniste soliste.
Il donna des concerts à Berlin, puis, au début de l'année 1750, en Angleterre, où il se bâtit une solide réputation et où il fut très sollicité comme professeur. Charles Burney le décrivit comme « le plus grand violoniste d’Europe ». Témoignant d’une ardeur peu commune, Giardini organisa en outre des concerts et des opéras et fut le maître de musique du duc de Gloucester et du duc de Cumberland. 
Après une nouvelle tentative – soldée par un échec – en Angleterre en 1790, il s’installa à Saint-Pétersbourg, vraisemblablement au début de l’année 1796, puis mourut à Moscou, apparemment dans le dénuement.
Parmi ses œuvres, il faut souligner l’importance de ses 6 Quintetti op. 11 (le quintette avec piano venait de naître), de ses 6 Sonate di cembalo con violino o flauto traverso op. 3 (qui constituent les premiers exemples « anglais » de sonate accompagnée) et de ses 6 quatuors à clavier (parmi les tout premiers du genre – voir quatuor avec piano).

## Œuvres
Liste non exhaustive.

### Opéras
- Rosmira (Londres, 1757; perdu)
- Siroe (Londres?, 1763)
- Enea e Lavinia (Londres, 1764)
- Il re pastore (Londres, 1765; perdu)

### Musique instrumentale
- Une soixantaine de sonates pour violon
- 12 duos pour 2 violons et 6 duos pour violon & violoncelle
- 19 trios à cordes
- Divers autres trios
- 19 quatuors à cordes
- 6 sonates, op. 3, pour clavecin et violon ou flûte (éd. Londres, 1751)
- 6 quintetti, op. 11, pour clavecin, 2 violons, violoncelle et basse (éd. Londres, 1767)
- 6 quatuors, op. 21 : 3 pour clavecin, violon, alto et violoncelle ; 3 pour clavecin, 2 violons et violoncelle (éd. Londres, 1778-1779)
- 2 sonates, op. 31, pour clavecin et violon (éd. Londres, 1790-1791).